# Jachthonden

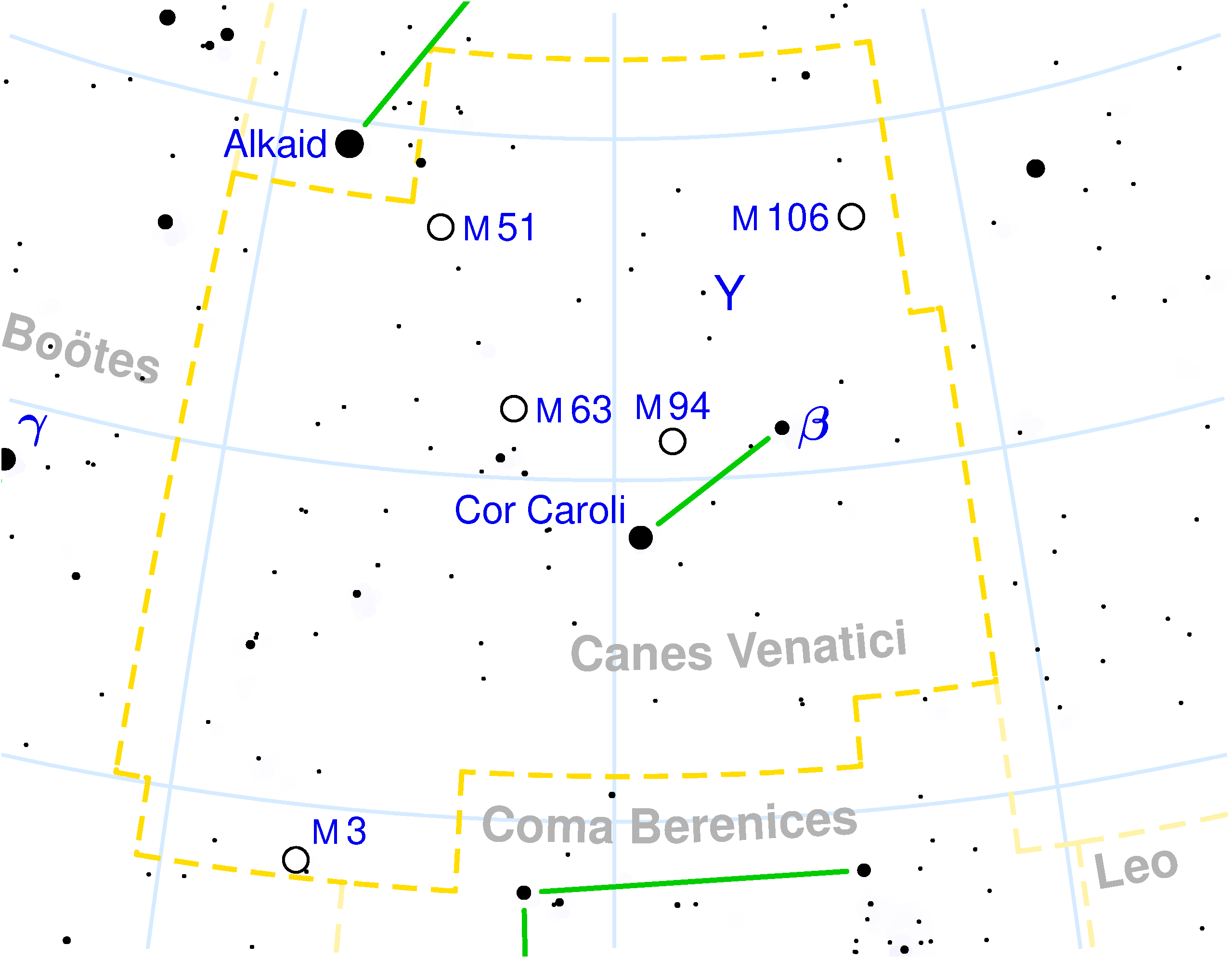
Kaart van het sterrenbeeld Jachthonden.

Jachthonden (Canes Venatici, afkorting CVn) is een sterrenbeeld aan de noorderhemel tussen rechte klimming 12u04m en 15u05m en declinatie 28° 53'. Vanaf de breedte van de Benelux is het sterrenbeeld gedeeltelijk circumpolair.

## Sterren
(op volgorde van afnemende helderheid)
- Cor Caroli (α, alpha2 Canum Venaticorum)
- La Superba (Y Canum Venaticorum)

## Wat is er verder te zien?
- M3 is een bolvormige sterrenhoop.
- De Draaikolknevel is een interagerend spiraalvormig sterrenstelsel op een afstand van 31 miljoen lichtjaar.
- Het Zonnebloemstelsel is een spiraalvormig sterrenstelsel op een magnitude van 8,6.
- M106 is een spiraalstelsel op een afstand van 23,7 miljoen lichtjaar.
- NGC 4449 is een onregelmatig sterrenstelsel op een afstand van 12,5 miljoen lichtjaar.
- Upgren 1 is een open sterrenhoop op 12h 35.0m / +36° 18' (J 2000). Deze sterrenhoop kan gerangschikt worden in de lijst van gemakkelijk waar te nemen asterisms. Dankzij de relatieve helderheid van de sterren van Upgren 1 (magnitude +7) kan dit objekt waargenomen worden m.b.v. de zoeker van een telescoop, of een gewone verrekijker.
- Σ 1622 (Struve 1622 / 2 Canum Venaticorum) is een dubbelster met opvallend kleurcontrast. T.W.Webb gaf in diens Celestial Objects for Common Telescopes de volgende omschrijving: Gold-Blue.

## Aangrenzende sterrenbeelden
(met de wijzers van de klok mee)
- Grote Beer (Ursa Major)
- Hoofdhaar (Coma Berenices)
- Ossenhoeder (Boötes)

Het sterrenstelsel M51.
Animatie van Hoofdhaar en Ossenhoeder